# UFC 121: Lesnar vs. Velasquez
UFC 121: Lesnar vs. Velasquez war eine Veranstaltung des Mixed-Martial-Arts-Verbandes Ultimate Fighting Championship. Sie fand am 23. Oktober 2010 im Honda Center in Anaheim (Kalifornien, USA) statt. Den Hauptkampf des Abends bestritten der damalige Weltmeister im Schwergewicht Brock Lesnar und sein Herausforderer und späterer Sieger sowie neuer Weltmeister Cain Velasquez.

## Hintergrund
Nach UFC 59, UFC 64 und UFC 76 war dies die vierte Veranstaltung der UFC im Honda Center. Die Veranstaltung wurde vom amerikanischen Pay-TV-Sender NCM Fathom übertragen. Die Kämpfe im Mittelgewicht „Patrick Coté vs. Tom Lawlor“ sowie „Court McGee vs. Ryan Jensen“ wurden auch auf Spike TV übertragen. Letzterer Sender übertrug auch die Vorberichterstattung UFC Primetime.
Jon Madsen sollte eigentlich auf Todd Duffee treffen, dieser verletzte sich jedoch am Knie, so dass Madsen auf Gilbert Yvel traf.
Die Veranstaltung wurde von 14.856 Zuschauern besucht, was Einnahmen durch Ticketverkäufe von 2.237.000 US-Dollar bedeutete. Per Pay-TV schauten allein in den USA 1,05 Millionen Menschen zu.

## Ergebnisse

### Vorkämpfe
- Heavyweight Kampf:  Jon Madsen vs.  Gilbert Yvel

Madsen besiegte Yvel durch TKO in der ersten Runde nach 1:48 Minuten.
- Middleweight Kampf:  Chris Camozzi vs.  Dongi Yang

Camozzi besiegte Yang durch geteilte Kampfrichterentscheidung (28–29, 29–28, 29–28).
- Middleweight Kampf:  Sam Stout vs.  Paul Taylor

Stout besiegte Taylor durch geteilte Kampfrichterentscheidung (29–28, 28–29, 30–27).
- Welterweight Kampf:  Mike Guymon vs.  Daniel Roberts

Roberts besiegte Guymon durch Submission (anaconda choke) in der ersten Runde nach 1:43 Minuten.
- Middleweight Kampf:  Patrick Coté vs.  Tom Lawlor

Lawlor besiegte Coté durch einstimmige Kampfrichterentscheidung (30-27, 30-27, 30-27).
- Middleweight Kampf:  Court McGee vs.  Ryan Jensen

McGee besiegte Jensen durch Submission (arm triangle choke) in der dritten Runde nach 1:21 Minuten.

### Hauptkämpfe
- Heavyweight Kampf:  Brendan Schaub vs.  Gabriel Gonzaga

Schaub besiegte Gonzaga durch einstimmige Kampfrichterentscheidung (30-27, 30-27, 30-27).
- Light Heavyweight Kampf:  Tito Ortiz vs.  Matt Hamill

Hamill besiegte Ortiz durch einstimmige Kampfrichterentscheidung (29-28, 29-28, 30-27).
- Welterweight Kampf:  Diego Sanchez vs.  Paulo Thiago

Sanchez besiegte Thiago durch einstimmige Kampfrichterentscheidung (30-26, 29-28, 29-28).
- Welterweight Kampf:  Jake Shields vs.  Martin Kampmann

Shields besiegte Kampmann durch geteilte Kampfrichterentscheidung (28-29, 29-28, 30-27).
- Heavyweight Kampf:  Brock Lesnar (c) vs.  Cain Velasquez

Velasquez besiegte Lesnar durch TKO in der ersten Runde nach 4:12 Minuten.

## Sonderprämien & Gehälter

### Sonderprämien
Folgende Bonuszahlungen in jeweiliger Höhe von 70.000 US-Dollar wurden ausgezahlt:
- Fight of the Night:  Diego Sanchez vs.  Paulo Thiago
- Knockout of the Night:  Cain Velasquez
- Submission of the Night:  Daniel Roberts

### Gehälter
Folgende Gehälter und Siegesboni wurden gezahlt:
- Cain Velasquez:: $200.000 (inkl. 100.000 Siegesbonus) besiegte Brock Lesnar: $400.000
- Jake Shields: $150.000 (inkl. 75.000 Siegesbonus) besiegte Martin Kampmann: $27.000
- Diego Sanchez: $100.000 (inkl. 50.000 Siegesbonus) besiegte Paulo Thiago: $18.000
- Matt Hamill: $58.000 (inkl. 29.000 Siegesbonus) besiegte Tito Ortiz: $250.000
- Brendan Schaub: $20.000 (inkl. 10.000 Siegesbonus) besiegte Gabriel Gonzaga: $67.000
- Court McGee: $30.000 (inkl. 15.000 Siegesbonus) besiegte Ryan Jensen: $10.000
- Tom Lawlor: $20.000 (inkl. 10.000 Siegesbonus) besiegte Patrick Cote: $21.000
- Daniel Roberts: $16.000 (inkl. 8.000 Siegesbonus) besiegte Mike Guymon: $8.000
- Sam Stout: $32.000 (inkl. 16.000 Siegesbonus) besiegte Paul Taylor: $16.000
- Chris Camozzi: $16.000 (inkl. 8.000 Siegesbonus) besiegte Dongi Yang: $8.000
- Jon Madsen: $16.000 (inkl. 8.000 Siegesbonus) besiegte Gilbert Yvel: $30.000